# خاقانات روس
خاقانات روس دولتی روس در قرن ۸ تا اواسط قرن ۹ میلادی در اروپای شرقی بود. این حکومت به نوعی نیای حکومت‌های روس کی‌یف و دودمان روریک و همچنین کشوری مستقل محسوب می‌شد. به نظر می‌رسد ساکنان اولیه این سرزمین، اقوام وایکینگ اسکاندیناوی بوده‌اند که پس از سکونت در شمال روسیه کنونی، دولتی را تشکیل دادند. ترکیب جمعیتی این دولت نیز در آن زمان از بالت‌ها، اسلاوها و ترک‌ها تشکیل شده بود. همچنین، این قلمرو مکانی برای دزدان دریایی، تجار و ماجراجویان اسکاندیناویایی بود.